# 사카이 다다히로 (1666년)
사카이 다다히로(일본어: 酒井忠寛, 1666년 11월 23일 ~ 1703년 12월 16일)는 고즈케 이세사키번 초대 번주를 지냈다. 우타노카미계 사카이가 지류(雅楽頭系酒井家支流) 시조(다다히로계).
에도 막부 다이로 사카이 다다키요의 삼남으로 태어났다.
| 전임 막부령(사카이 다다요시) | 제1대 이세사키번 번주 (사카이가 우타노카미계 지류, 다다히로계) 1681년 ~ 1703년 | 후임 사카이 다다쓰구 |